# Luis Zabala
Luis Zabala Echevarría (Durango, Vizcaya, 4 de mayo de 1912 - Arenys de Munt, Barcelona, 30 de septiembre de 1986) fue un jugador de fútbol profesional español que jugaba en la demarcación de defensa. 
Es bisabuelo, por línea materna, del futbolista internacional Marcos Alonso Mendoza.

## Biografía
Zabala llegó al Athletic Club en 1932, procedente de la Cultural Durango. Con el club llegó a ganar la Primera División de España en dos ocasiones, en 1934 y en 1936. Además también ganó la Copa del Rey en 1933. Fue uno de los pocos jugadores que permanecieron en el club después de la Guerra Civil (Gorostiza, Oceja, Elices, Gárate y Urra).
Zabala fichó por el F. C. Barcelona en 1941, con quien ganó la Copa del Rey en 1942. Después de dos temporadas en el club blaugrana, jugó otras dos campañas en el CE Constància, en Segunda División, y otra en la UE Lleida, en Tercera División, antes de retirarse.

## Clubes
| Club          | País   | Año         | Partidos | Goles |
| ------------- | ------ | ----------- | -------- | ----- |
| Athletic Club | España | 1932 - 1941 | 51       | 0     |
| FC Barcelona  | España | 1941 - 1943 | 24       | 0     |
| CE Constància | España | 1943 - 1945 | 9        | 0     |
| UE Lleida     | España | 1945 - 1946 |          |       |

## Palmarés

### Campeonatos nacionales
| Título                     | Club          | País   | Año  |
| -------------------------- | ------------- | ------ | ---- |
| Copa del Rey               | Athletic Club | España | 1933 |
| Primera División de España | Athletic Club | España | 1934 |
| Primera División de España | Athletic Club | España | 1936 |
| Copa del Rey               | FC Barcelona  | España | 1942 |